# Đồng bằng Hải Hà

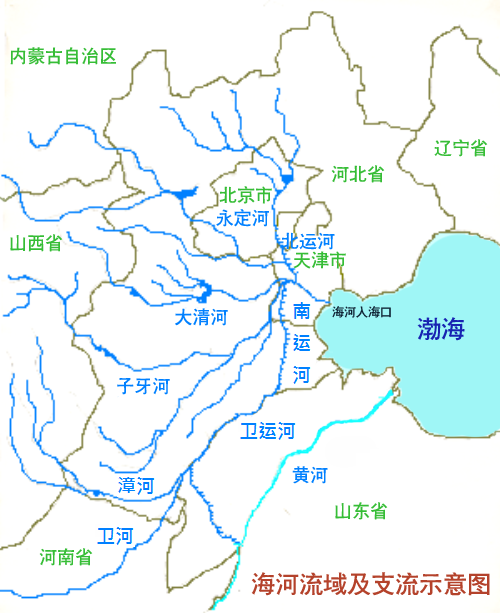
Lưu vực Hải Hà

Đồng bằng Hải Hà (tiếng Trung: 海河平原; bính âm: Hǎihé Píngyuán, Hán Việt: Hải Hà bình nguyên) nằm ở phía bắc Trung Quốc do phù sa của Hải Hà bồi đắp, là một bộ phận của bình nguyên Hoa Bắc. Ở phía bắc, đồng bằng giáp với chân núi phía nam của dãy Yên Sơn, phía nam tiếp giáp với đồng bằng Hoàng Hoài, tây là Thái Hành Sơn, đông là vịnh Bột Hải, diện tích lưu vực là khoảng 310.000 km²
Toàn đồng bằng thuộc đới khí hậu ôn đới ấm và ẩm hoặc bán ẩm. Mùa đông lạnh và khô và mùa hè nóng và có mưa thường bị lũ lụt, mùa xuân bị hạn hán và nước bốc hơi mạnh. Nhiệt độ không khí và lượng mưa giảm dần từ nam lên bắc theo vĩ độ. Khu vực đồi núi, đặc biệt là sườn đón gió mùa vào mùa hè thì hiện tượng mưa bão vào mùa mưa trở nên rõ rệt hơn, do dòng chảy Hải Hà bị tắc nghẽn nghiêm trọng nên thường hình thành lũ lụt. Lượng mưa trong năm có sự chênh lệch lớn, tập trung chủ yếu và mùa mưa, điều này trở nên rõ rệt hơn ở những vùng núi.
Tròng toàn bộ đồng bằng, có ba hệ thống sông chính là Hải Hà, Loan Hà và Đồ Hãi Hà-Mã Giáp Hà. Hải Hà là con sống lớn nhất, "ngũ đại chi lưu" của sông là Bắc Vận Hà, Vĩnh Định Hà, Đại Thanh Hà, Tử Nha Hà, Nam Vận Hà, hợp lưu tại địa phận Thiên Tân rồi chảy ra Bột Hải.
Về mặt hành hính, đồng bằng Hải Hà nằm trên địa bàn: Bắc Kinh, Thiên Tân, đại bộ phận tỉnh Hà Bắc, đông bộ tỉnh Sơn Tây, bắc bộ của hai tỉnh Sơn Đông và Hà Nam, một phần nhỏ của tỉnh Liêu Ninh và khu tự trị Nội Mông Cổ. Các thành phố lớn nhất trong đồng bằng là thủ đô Bắc Kinh, Thiên Tân, Thạch Gia Trang, Đường Sơn...